# Объединённая республика Сувадиве
Объединённая Республика Сувадиве (мальд. އެކުވެރި ސުވައިދީބު ޖުމްހޫރިއްޔާ), или Объединённая Республика Сувадив, Острова Сувадиве — исторически существовавшая сепаратистская республика на отдаленных Южных Атоллах Мальдивских островов, а именно на Атолле Адду, Атолле Хувадху и Фувамулла, которые географически составляют архипелаг Сувадиве.
Раскол произошел во время борьбы Мальдив за независимость. Тогда Мальдивы ещё остались британским протекторатом, а территории в пределах республики уже де-факто и де-юре были независимы. 3 января 1959 Сувадиве объявила независимость, воссоединение с остальной частью Мальдив произошло в 23 сентября 1963, когда Британия вернула территорию в состав Мальдивского султаната.

## История
В 1947 году при разделе Британской Индии на доминионы Пакистан и Индийский Союз правительство Мальдив, являвшихся султанатом под британским протекторатом, пытаясь взять контроль над внешними делами государства и таким образом получить долю дохода от торговли с Южной Азией. Чтобы удержать контроль над султанатом, британцы ввели визовый режим и паспорта для мальдивских моряков-торговцев, отправляющихся в плавания до Цейлона.
В 1957 году мальдивский султан назначил Ибрагима Насира премьер-министром султаната. Насир приказал британцам прекратить все строительные работы на атолле Адду, заявив тем самым о прекращении 100-летней аренды ими острова. В декабре 1958 года британское правительство объявило о новом налоге на лодки. Такие действия спровоцировали бунты на всех мальдивских атоллах, что привело к нескольким нападениям на правительственные здания. 3 января 1959 года делегация с Адду прибыла на атолл Ган и объявила о независимости своего острова, попросив у британцев защиты от возможных вторжений со стороны правительства султаната. Президентом самопровозглашённой республики был избран Абдуллах Афиф Диди (1916—1993), являвшийся образованным человеком, хорошо понимавшим английский язык, который работал переводчиком на британской военной базе на атолле Ган. Новая самопровозглашённая республика Сувадиве объединилась с атоллами Хувадху и городом Фувахмулах на атолле Гнавияни. Однако правительство Мальдив быстро отреагировало на эти события и отправило к Хувадху вооружённую канонерскую лодку под командованием премьер-министра Ибрагима Насира. В итоге сепаратистское движение на данном атолле было подавлено к июню 1959 года. Два других атолла избежали вторжения мальдивских правительственных сил благодаря помощи британцев, которые разместили свои войска в Малаи. В 1960 году между правительством султаната и британцами было подписано соглашение, согласно которому Британия заявляла о прекращении помощи сувадивцам.
В 1961 году на атолле Хувадху вспыхнуло новое восстание. Попытки Насира уговорить мятежников сложить оружие и решить конфликт мирным путём не привели ни к какому результату. На этот раз правительство Мальдив жестоко подавали выступление сепаратистов, что спровоцировало последних организовать нападение на центральный атолл страны. В ответ 4 февраля 1962 года Ибрагим Насир без всяких переговоров организовал высадку на мятежные острова военных, которые осматривали каждый дом и арестовывали всех, кого считали мятежниками. Из-за плохих условий содержания и частых избиений в тюрьмах большинство лидеров сепаратистов скончалось в заключении от нанесённых им побоев. Без поддержки британцев республика Сувадиве оказалась на грани краха. Окончательно она была ликвидирована британцами 23 сентября 1963 года, а территории вернулись в состав Мальдивского султаната. После падения республики Абдуллах Афиф был сослан на Сейшельские острова, где умер спустя 30 лет. Жители южных островов впоследствии долгие годы называли его «наш Афиф».